# Kalasasaya
Cet article court présente un sujet plus développé dans : Tiwanaku.
Le Kalasasaya (de kala pour la pierre et de saya ou sayasta pour se lever) est une structure archéologique majeure qui fait partie de Tiwanaku, un ancien complexe archéologique de la cordillère des Andes dans l'ouest de la Bolivie qui est inscrit au patrimoine mondial de l'Unesco.
Le Kalasasaya est une plate-forme basse avec une grande cour, qui est entourée de hauts murs de pierre. Il mesure environ 120 mètres sur 130 et est aligné sur les directions cardinales. Les murs sont composés de blocs de maçonnerie en pierre de taille, une reconstruction toutefois moderne.
Le Kalasasaya date d'au moins 200 av. J.-C..